# ألبرت برامز
ألبرت برامز (24 أكتوبر 1692-3 أغسطس 1758) كان حاكم الحاجز المائي [الإنجليزية] الفريزياني، وهو زعيم مجتمعي منتخب مسؤول عن صيانة الحواجز المائية التي تحمي المنطقة من بحر وادن، ورائد في الهندسة الهيدروليكية.

## سيرة شخصية
ولد برامز في 24 أكتوبر 1692 في ساندرهام، ساندي [الإنجليزية]، فيما يعرف الآن بمقاطعة فريزلاند [الإنجليزية] في سكسونيا السفلى، ألمانيا. انتخب حاكمًا للحاجز في عام 1718، بعد فيضان عيد الميلاد الكارثي عام 1717 [الإنجليزية]، والذي تسبب في العديد من الوفيات، واحتفظ بالمنصب حتى عام 1752.
كُرم لعمله في هندسة الحواجز، بـ «مقياس الهندسة الأميرية» لإمارة أنهالت-زربست [الإنجليزية] (بالألمانية: hochfürstlich Anhalt-Zerbstischer Geometer)‏، التي كانت تنتمي إليها ساندي في ذلك الوقت.

## الهندسة الساحلية
في منصبه حاكم الحاجز المائي، رتب برامز لإنشاء معايير مادية، تقع على أرض مستقرة بالقرب من الساحل، لاستخدامها في قياس مستويات المد والجزر وعرام العواصف.
في 1754 و 1757، نشر برامز كتابًا من مجلدين عن صيانة الحواجز المائية، بعنوان «مبادئ الحاجز المائي والهندسة المائية» (بالألمانية: Anfangsgründe der Deich und Wasser-Baukunst). أوصى فيه بمقارنة ارتفاع الحواجز المائية مع ارتفاع المد والجزر بانتظام. احتفظ بأول سجلات معروفة لمستويات المد والجزر على ساحل بحر الشمال في ألمانيا، وأنشأ سجلات لمستويات عرام العواصف. كما طور أيضًا نماذج رياضية لارتفاعات الموجة المحلية باعتبارها متناسبة مع الجذر التربيعي لعمق الماء وحركة الرواسب في قنوات المياه.
كتب نيماير وأيبين وروهد (1996) أن كتابه كان «فريدًا» و «متقدمًا بفارق كبير عن معاصريه»، مشيرًا إلى أن برامز «أدرك بالفعل جميع المشكلات الرئيسية تقريبًا» كما هي مفهومة الآن «وقدم حلولًا لا يزال يتعين اعتبارها رائدة».

### استشهادات
1. 1 2  Garde (1995).
2. 1 2  Niemeyer, Eiben & Rohde (1996), p. 12.
3. ↑  Beiträge zur Spezialgeschichte Jeverlands: Auf Veranstaltung des Hülfsvereins für die Provinzialschule gedruckt، Mettiker، 1853، مؤرشف من الأصل في 2022-04-12.
4. ↑  Niemeyer, Eiben & Rohde (1996), p. 8
5. ↑  Niemeyer, Eiben & Rohde (1996), p. 7: «برامز [1754 ، 1757]، الذي يُعتبر في الوقت الحاضر رائد الهندسة الساحلية الحديثة في ألمانيا، كان" حاكم الحاجز المائي" الفريزياني: رئيس منتخب لإحدى المجتمعات العديدة التي تتمتع بالحكم الذاتي على ساحل بحر وادن ليكون مسؤولاً عن حماية السواحل من مساحتها. وأوصى بالتحقق بانتظام من ارتفاع قمة الحواجز المائية فيما يتعلق بمستوى المد العالي الذي أوصى به أساسًا دائمًا لتحديد أبعاد الحواجز المائية وربطها ببيئتها.»
6. ↑  Niemeyer, Eiben & Rohde (1996), p.8: «أقدم توثيق معروف للمد والجزر العادي على ساحل بحر الشمال الألماني موروث من برامز ... بدأ برامز علاوة على ذلك في وضع معايير لموجات العواصف في منطقة اليشم بعد العاصفة الكارثية في عيد الميلاد عام 1717 مع ارتفاع معدل الوفيات. في المناطق الساحلية».
7. ↑  Niemeyer, Eiben & Rohde (1996), p. 9.

### المعلومات الكاملة للمراجع
- Garde، R. J. (1995)، History Of Fluvial Hydraulics، New Age International، ص. 13–14، ISBN:9788122408157، مؤرشف من الأصل في 2022-02-07.
- Niemeyer، Hanz D.؛ Eiben، Hartmut؛ Rohde، Hans (1996)، "History and heritage of German coastal entineering"، في Kraus (المحرر)، A Collection of Papers on the History of Coastal Engineering in Countries Hosting the International Coastal Engineering Conference 1950-1996 (PDF)، الجمعية الأمريكية للمهندسين المدنيين، مؤرشف من الأصل (PDF) في 2011-12-06

## روابط خارجية
- بدايات الجواجز المائية والهندسة الهيدروليكية في كتب غوغل